# Operacje korekty płci
Operacje korekty płci (ang. gender confirmation surgeries lub gender-affirming surgery (GAS), dawniej sex reassignment surgery), niekiedy błędnie określane jako operacja zmiany płci – grupa zabiegów chirurgicznych, poprzez które zmienia się wygląd fizyczny i funkcje posiadanych przez osobę transpłciową cech płciowych, tak aby przypominały one te, które są społecznie przypisywane płci, z którą się utożsamia. Jest to część leczenia w przypadku dysforii płciowej u osób transpłciowych.
Operacja korekty płci jest częścią szerszego procesu tranzycji płciowej. W Polsce operacje korekty płci nie są wymagane, by przejść prawny proces korekty płci i zmienić płeć w dokumentach.

## Historia
W USA w 1917 roku dr Alan L. Hart, amerykański specjalista w dziedzinie gruźlicy, stał się jedną z pierwszych osób transpłciowych, które poddały się histerektomii i gonadektomii w celu złagodzenia dysforii płciowej. W Berlinie w 1931 r. Dora Richter jako pierwsza znana transpłciowa kobieta poddała się zabiegowi waginoplastyki. Następnie, w latach 1930–1931, w Dreźnie, poddała się jej Lili Elbe. Rozpoczęto od usunięcia jej oryginalnych narządów płciowych, a operację nadzorował dr Magnus Hirschfeld. Lili przeprowadziła jeszcze cztery kolejne operacje, które obejmowały orchidektomię, przeszczep jajnika, penektomię, a ostatecznie nieudaną transplantację macicy, której odrzucenie doprowadziło do jej śmierci. W 1951 roku dr Harold Gillies, chirurg plastyczny działający w czasie II wojny światowej, podjął się opracowania pierwszej techniki operacji korekty płci z żeńskiej na męską, tworząc tym samym metodę, która stała się współczesnym standardem, czyli falloplastykę. Następnie w 1999 roku opracowany został przez dr Lebovica i Lauba zabieg metoidioplastyki w celu chirurgicznej korekty płci z żeńskiej na męską. Uważana za wariant falloplastyki, metoidioplastyka polega na stworzeniu penisa z istniejącej łechtaczki pacjenta. Pozwala to pacjentowi na uzyskanie czucia w żołędzi penisa.
W Polsce przeprowadzono operację korekty płci (na męską) po raz pierwszy w 1937 roku – operacji tej poddał się interpłciowy i uznany przy urodzeniu za kobietę Witold Smętek, oszczepnik, zawodnik klubu sportowego „Warszawianka”. Pierwszą operację korekty płci z męskiej na żeńską w Polsce przeprowadzono w 1963 w Centralnym Szpitalu Kolejowym w Warszawie – Międzylesiu.

## Przebieg operacji

### U osób K/M (ang. FtM)
Operacyjna korekta płci z żeńskiej na męską polega na wykonaniu mastektomii, panhisterektomii oraz utworzeniu futerału na protezę prącia z płata mięśni brzucha. Drugą możliwością jest wytworzenie penisa z łechtaczki, która – pod wpływem zażywania testosteronu – rośnie, jednak wielkość takiego penisa będzie mała. Mosznę na silikonowe protezy jąder modeluje się z warg sromowych większych.

### U osób M/K (ang. MtF)
Korekta płci z męskiej na żeńską wymaga przeprowadzenia orchidektomii i utworzenia pochwy, przy czym można poprzestać na wytworzeniu zewnętrznych narządów (wargi sromowe, łechtaczka) bez głębokiej pochwy (brak możliwości wprowadzenia członka) lub też utworzyć pochwę wystarczająco głęboką do odbycia stosunku.

## Warunki przeprowadzenia operacji
Aby taka operacja mogła zostać wykonana, muszą być spełnione następujące przesłanki dotyczące osoby, na której ma zostać przeprowadzony zabieg:
- ukończenie rozwoju psychoseksualnego (aczkolwiek w Niemczech taki zabieg przeprowadzono u osoby w wieku 16 lat (Kim Petras), a w USA terapię hormonalną praktykuje się już od 8. roku życia (w celu wstrzymania dojrzewania), a od 12. podawanie hormonów płci przeciwnej[16][17],
- przejście terapii hormonalnej,
- psychiczne przygotowanie pacjenta,
- prawne uregulowanie statusu pacjenta.

## Wyniki operacji
Trans kobiety (M/K) były bardziej zadowolone z rezultatów operacji, jednak trans mężczyźni (K/M) równie dobrze przystosowali się do swojej roli płciowej. Oczekiwania zostają spełnione w aspekcie emocjonalnym i społecznym, a w mniejszym stopniu seksualnym i fizycznym, chociaż 80% osób stwierdziło poprawę w zakresie seksualności. Po operacji osoby K/M są bardziej zadowolone z życia seksualnego i łatwiej osiągają orgazm niż osoby M/K. Większość osób po operacji odczuwa orgazmy inaczej. Stają się silniejsze i krótsze u osób K/M, a u osób M/K dłuższe i bardziej intensywne. U ponad dwóch trzecich osób M/K dochodzi podczas podniecenia seksualnego do wydzielania płynu pochwowego pochodzącego z pozostawionych gruczołów opuszkowo-cewkowych.
Z powikłań operacji u transpłciowych mężczyzn (TS k/m) mogą często wystąpić (pogarszane terapią testosteronem) efekty niepożądane wynikające z użytych technik operacji mikrochirurgicznych, a także zwężenia i przetoki cewki moczowej. U transpłciowych kobiet (TS m/k) mogą wystąpić przetoki rektoneowaginalne. Różne powikłania występują dodatkowo w związku ze stosowaniem terapii hormonalnej. Przy obecnym stanie medycyny, jednym z efektów ubocznych operacyjnej korekty płci jest kastracja.